# 施塔尔贝格
施塔尔贝格是德国莱茵兰-普法尔茨州的一个市镇。总面积2.59平方公里，总人口171人，其中男性82人，女性89人（2011年12月31日），人口密度66人/平方公里。